# Terencjusz O’Brien de Lacy
Terencjusz O’Brien de Lacy (ur. 30 kwietnia 1885 w majątku Augustówek, zm. 9 listopada 1932 tamże) – tytularny pułkownik kawalerii Wojska Polskiego II RP, hrabia de Lacy.

## Życiorys
Urodził się 30 kwietnia 1885 w rodzinnym majątku Augustówek, w ówczesnym powiecie grodzieńskim guberni grodzieńskiej, w rodzinie Aleksandra. Był starszym bratem Patryka (1888–1964) i Maurycego (1891–1978).
W czasie I wojny światowej walczył w szeregach Samodzielnego Oddziału Floty Bałtyckiej przy Kaukaskiej Tubylczej Dywizji Kawalerii, awansując na starszego porucznika i kapitana 2. rangi. Był przedstawiony przez dowódcę rosyjskiej 9 Armii do odznaczenia Orderem Świętego Jerzego 4. stopnia i Bronią Świętego Jerzego.
30 czerwca 1921 minister spraw wojskowych gen. por. Kazimierz Sosnkowski zwolnił ppłk. Seweryna Grabowskiego ze stanowiska dowódcy 10 Pułku Ułanów Litewskich i polecił ppłk. Terencjuszowi O’Brien de Lacy z 13 Pułku Ułanów Wileńskich tymczasowo objąć dowództwo 10 puł. Podpułkownik Grabowski miał bezzwłocznie zdać dowództwo pułku swemu zastępcy i odejść do Dowództwa 2 Armii, gdzie miano wdrożyć przeciwko niemu dochodzenie honorowe dotyczące zarzutów wysuniętych przez ppłk. Antoniego Somssicha. Jednocześnie minister przeniósł rtm. Henryka Grabowskiego z 10 do 23 Pułku Ułanów Grodzieńskich.
21 lipca 1921 został formalnie przyjęty do Wojska Polskiego z byłej armii rosyjskiej i korpusów wschodnich, zaliczony do rezerwy z równoczesnym powołaniem do służby czynnej, a 1 sierpnia tego roku wcielony do 13 puł.
Od 21 lipca 1921 dowodził 10 puł. w Białymstoku. 3 maja 1922 został zweryfikowany w stopniu podpułkownika ze starszeństwem z 1 czerwca 1919 i 51. lokatą w korpusie oficerów jazdy (od 1924 – kawalerii).
W 1922 pełnił obowiązki dowódcy 13 puł., stacjonującym wówczas w Głębokiem.
W grudniu 1927 został zwolniony ze stanowiska dowódcy 10 puł. z równoczesnym przeniesieniem do kadry oficerów kawalerii i oddaniem do dyspozycji dowódcy Okręgu Korpusu Nr III. W styczniu 1928 został przydzielony na stanowisko rejonowego inspektora koni w Grodnie. W lipcu tego roku został zwolniony z zajmowanego stanowiska i ponownie oddany do dyspozycji dowódcy Okręgu Korpusu Nr III. Z dniem 30 listopada 1928 przeniesiony został w stan spoczynku.
9 listopada 1932 zmarł w majątku Augustówek i tam trzy dni później został pochowany w grobie rodzinnym.